# 鼻肌
鼻肌（鼻孔壓肌）是人體鼻部一塊括約肌狀的肌肉，作用為壓下鼻軟骨。
鼻肌包含兩部分：“橫部”（transverse）和“翼部”（alar）。
- “橫部”

- “翼部”

某些資料列其為“鼻孔壓肌”和“鼻孔開大肌”兩塊肌肉。

## 圖像

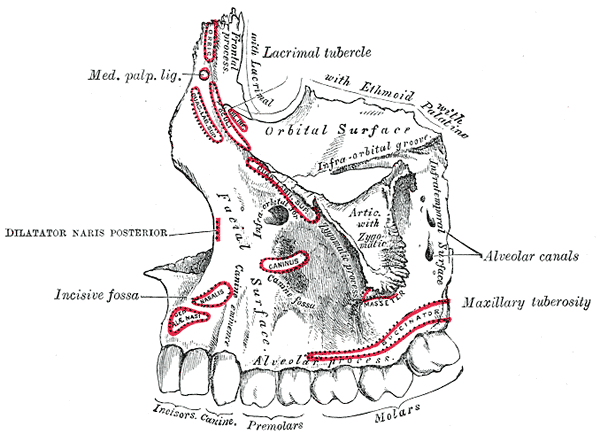
Left maxilla. Outer surface.

## 外部連結
- 解剖學(Anatomy)-肌肉(muscle)-Muscles of Facial Expression(顏面表情肌)（页面存档备份，存于）
- eMedicine Dictionary上的Nasalis+muscle
- Interactive diagram at ivy-rose.co.uk （页面存档备份，存于）